# 大念仏寺

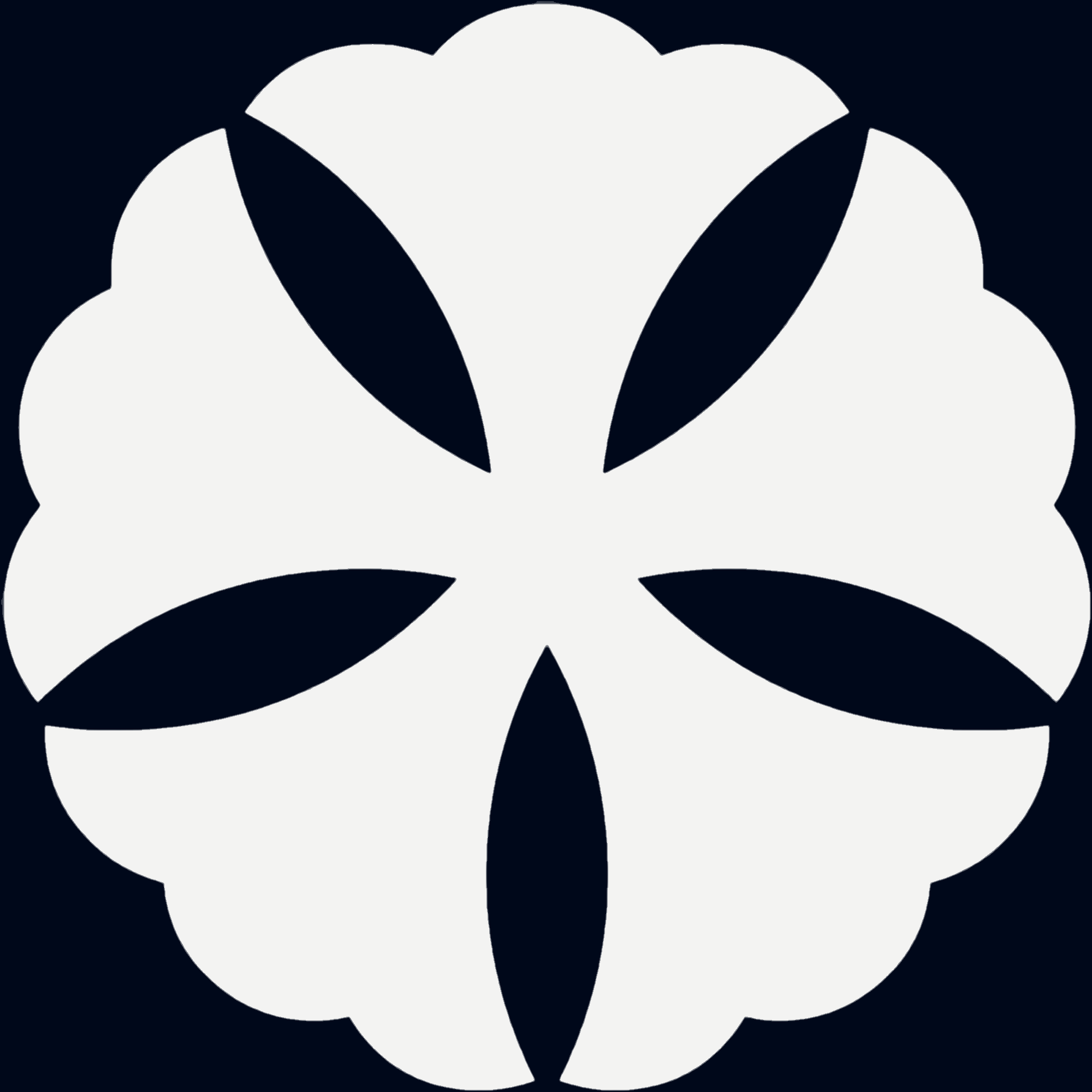
大阪府大阪市平野区上町にある「大念仏寺」の寺紋。

大念仏寺（だいねんぶつじ）は、大阪府大阪市平野区にある融通念仏宗の総本山の寺院。山号は大源山。本尊は十一尊天得如来（絵像）。創建は大治2年（1127年）とされ、日本最初の念仏道場である。「十一尊天得如来」とは融通念仏宗特有の呼称で、阿弥陀如来と十菩薩の絵像である。

## 歴史
比叡山延暦寺の天台宗僧・良忍が、大治2年（1127年）に鳥羽上皇の勅願により開創した。
摂津国住吉郡平野庄（現・大阪市平野区）の領主である平野殿・坂上広野の私邸内に建立した融通念仏の道場の菩提所・修楽寺の別院が前身となっている。
第6世・良鎮が寿永元年（1182年）に亡くなると、大念仏寺の流派では良い後継者に恵まれず寺勢は振るわなくなった。それでも、融通念仏の教え自体は嵯峨清凉寺、花園法金剛院、壬生地蔵院などで盛んに修せられていた。
元亨元年（1321年）、139年ぶりに第7世として法明が就き大念仏宗（融通念仏宗）を再興すると、大和国當麻寺で行われていた練供養を基にした万部おねりを行い始める。
元和元年（1615年）、平野庄代官の末吉孫左衛門より寺地を寄進され、これまで寺地が一定していなかった大念仏寺がこれによって現在地に堂社を構えることとなった。
慶安2年（1649年）、天台宗寺院である京都大原来迎院の山内寺院・浄蓮華院の一院であり、融通五派の一つであった大原南坊が、大念仏寺は大原南坊の末寺であると言い出す事件が起きた。しかし、大念仏寺は江戸幕府の寺社奉行に大原南坊を訴えると寛文元年（1661年）、勝訴した。
第43世・舜空は大堂を建立した。元禄年間（1688年 - 1704年）には、第46世・大通が諸堂を再建するとともに法儀の用具を完備して、元禄16年（1703年）大念仏宗の名称を融通念仏宗に改めた。以後、大念仏寺は融通念仏宗の本山として現在に至っている。
境内地は24,000m2（約7300坪）、30余りの堂宇があり、本堂は大阪府下最大の木造建築物である。
開祖である良忍上人が京都の大原で修行中、唱える念仏が美しすぎるために近くの滝の轟音がかき消されてしまうといったエピソードがある。現在でもその滝は“音無の滝”として広く知られる。

## 境内
- 本堂（大阪市指定有形文化財） - 以前の本堂は寛文3年（1663年）に建造されたものだが、1908年（明治31年）に焼失[1]し、1938年（昭和13年）に再建された。総欅（けやき）造り・銅板葺きで、大阪府下最大の木造建築物である。
- 経蔵（大阪市指定有形文化財） - 元文2年（1737年）頃再建。
- 地蔵堂 - 弘化元年（1844年）再建。
- 円通殿（観音堂） - 1989年（平成元年）に改修されて復元された。扁額「圓通殿」は大通上人の直筆による。本尊は五尺五寸の聖観世音菩薩（立像）で最澄の作と伝承される。
- 宝物館 - 1980年（昭和55年）築。著名な幽霊掛軸を所蔵。
- 楽邦殿 - 1998年（平成10年）建立。納骨堂。
- 鐘楼 - 鐘は文化3年（1806年）改鋳。右大臣大炊御門家孝の銘文がある。
- 龍王殿 - 縛嚕拏天（ばろだてん）八大龍王を祀る。
- 北蔵
- 霊明殿
  - 正門 - 寛永年間（1624年 - 1643年）再建。
  - 回廊 - 寛永年間（1624年 - 1643年）再建。
  - 修法堂 - 1930年（昭和5年）再建。
  - 奉安所 - 1930年（昭和5年）再建。後鳥羽上皇、後小松天皇、徳川家康を祀る。権現造。
- 代々上人墓
- 宝殿
- 瑞祥閣 - 大書院。
- 延喜殿 - 2014年（平成26年）1月24日築。管長公舎や研修道場などになっている。
- 西門
- 白雲閣 - 1998年（平成10年）建立。写経道場など。
- 南蔵
- 斉堂 - 食堂。
- 宗務所
- 南門（なんもん、大阪市指定有形文化財） - 旧・古河藩陣屋門。江戸時代初期の建立で、大念佛寺境内における最も古い建築物。明治時代の廃藩置県後は平野小学校の表門として1927年（昭和2年）まで使用されていた。1962年（昭和37年）に現在地に移築された。
- 梁松院 - 当寺にある唯一の塔頭。1972年（昭和47年）再建。
- 毘沙門堂 - 寛政11年（1799年）再建。行基作の伝承がある毘沙門天を祀る。脇壇には十六羅漢・閻魔十王を祀る。
- 山門（大阪市指定有形文化財） - 融通無碍門とも呼ばれる。宝永3年（1706年）再建。扁額「大源山」は後西天皇の皇女・宝鏡寺の本覚院宮徳厳尼の筆。
- 大念佛寺会館
- いちょう保育園

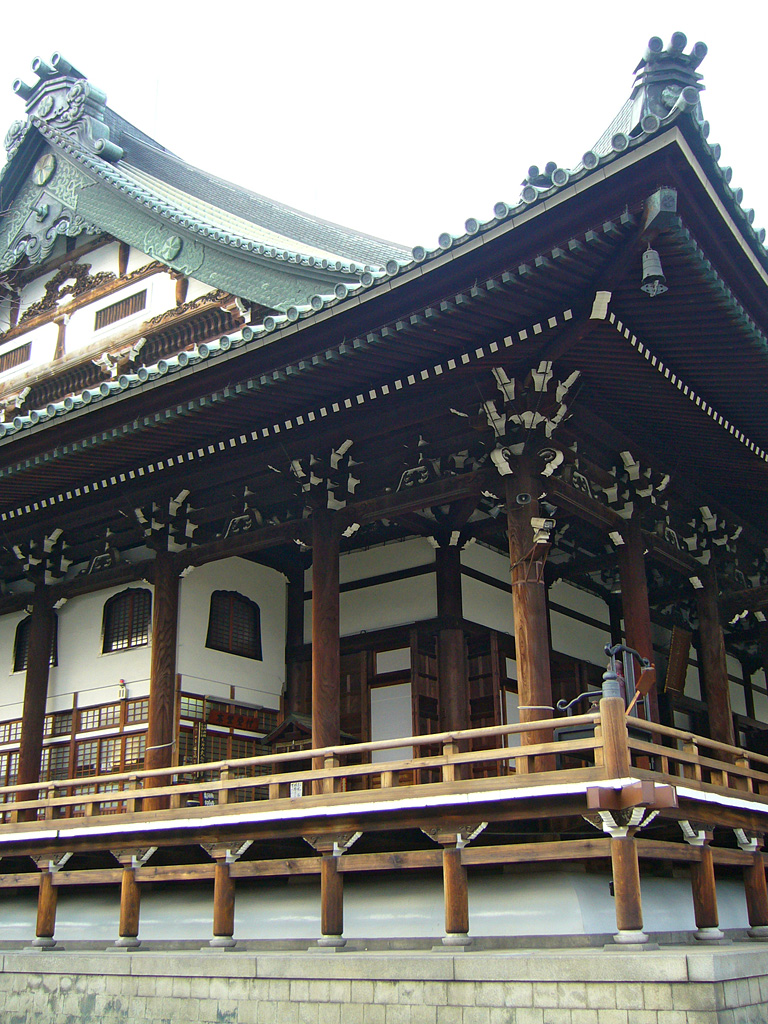
本堂
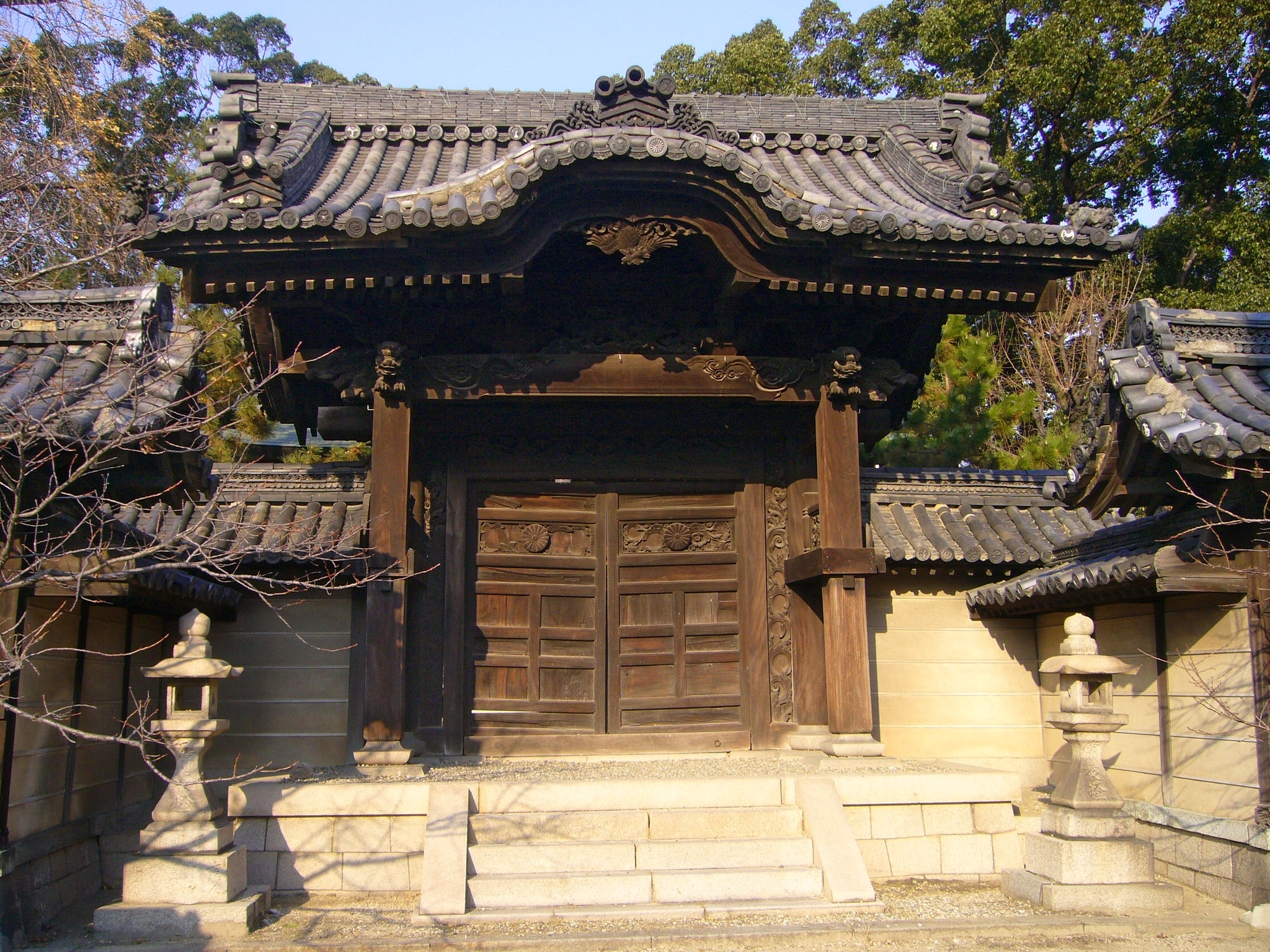
霊明殿
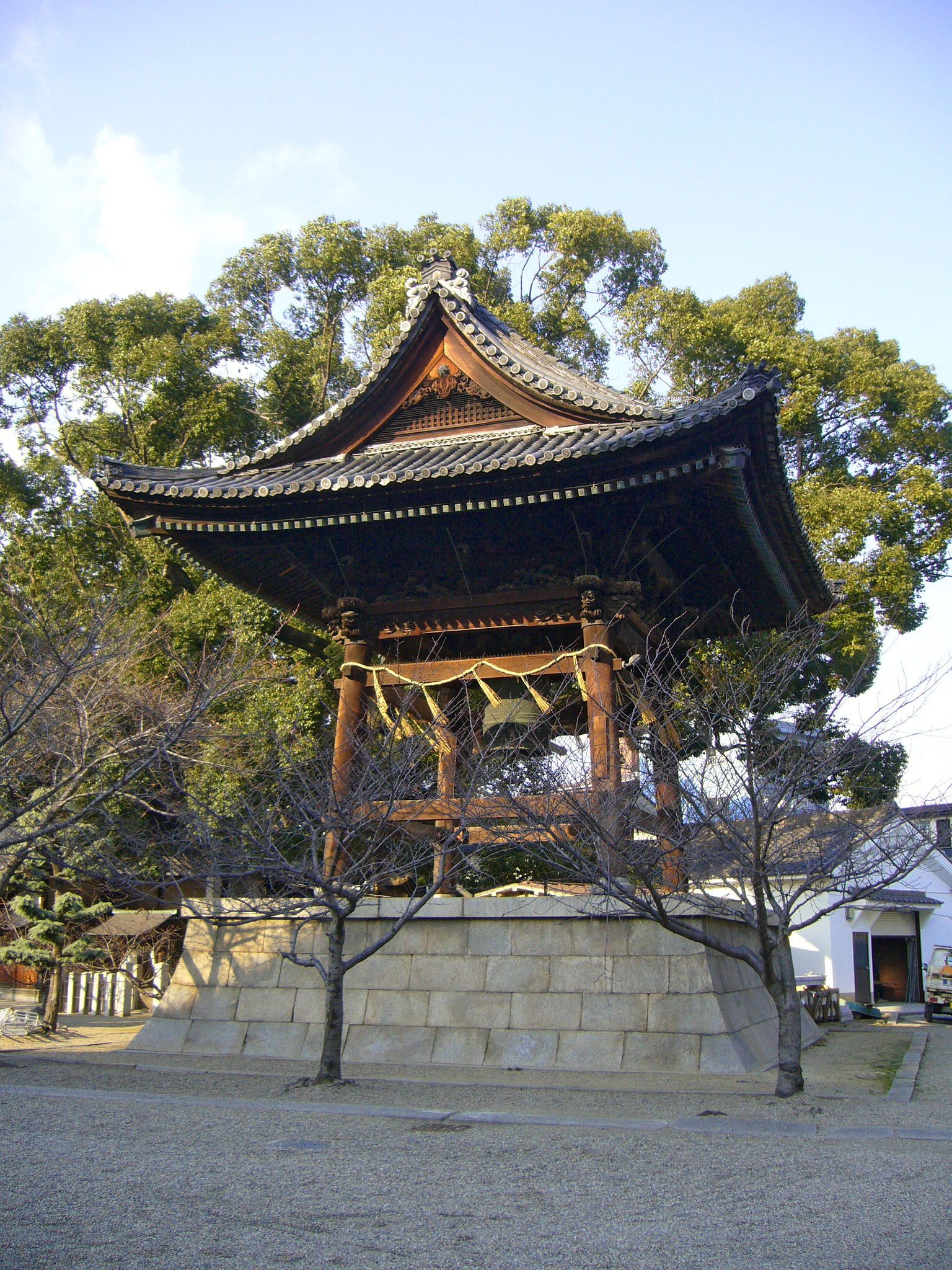
鐘楼
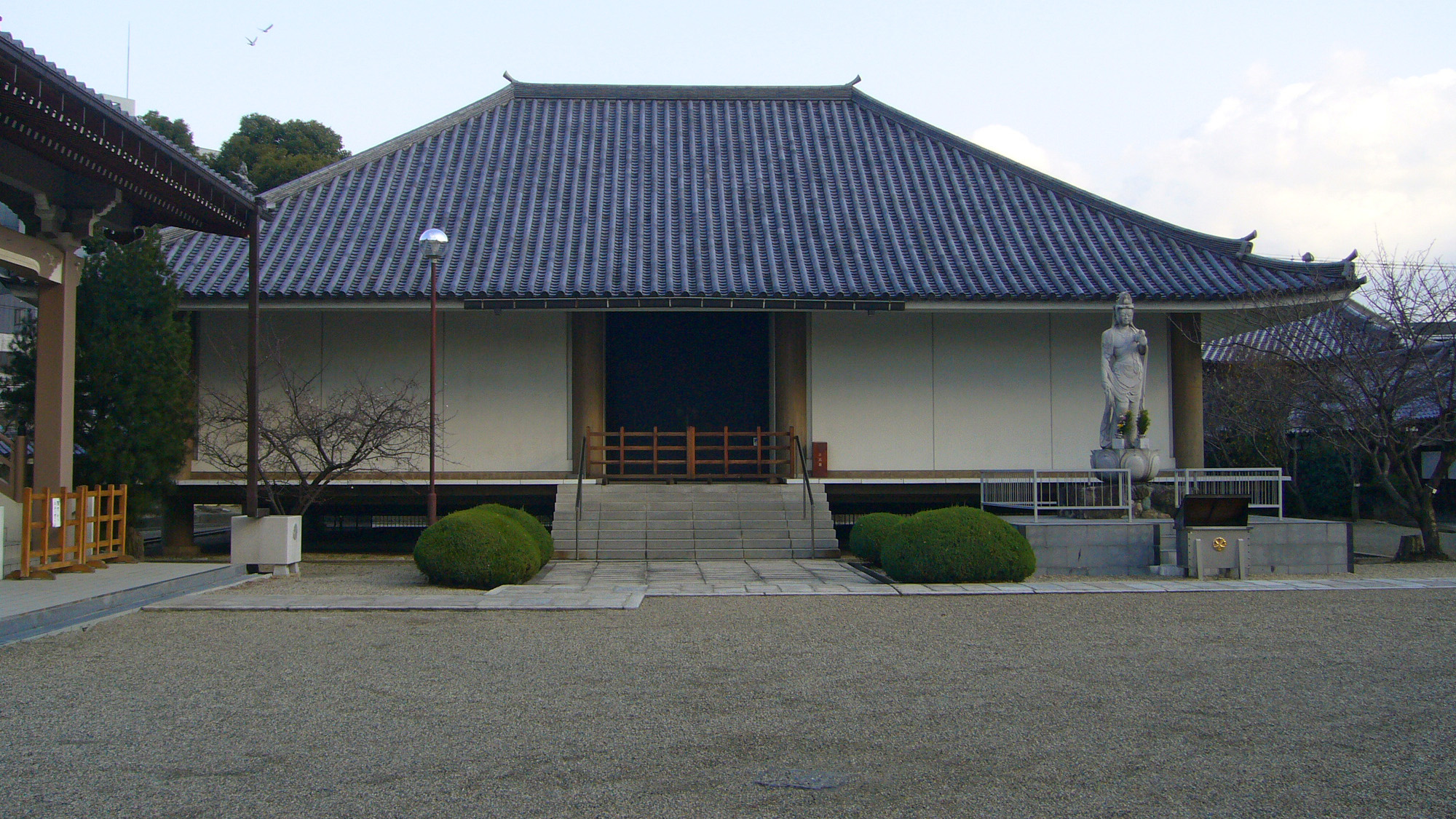
宝物館
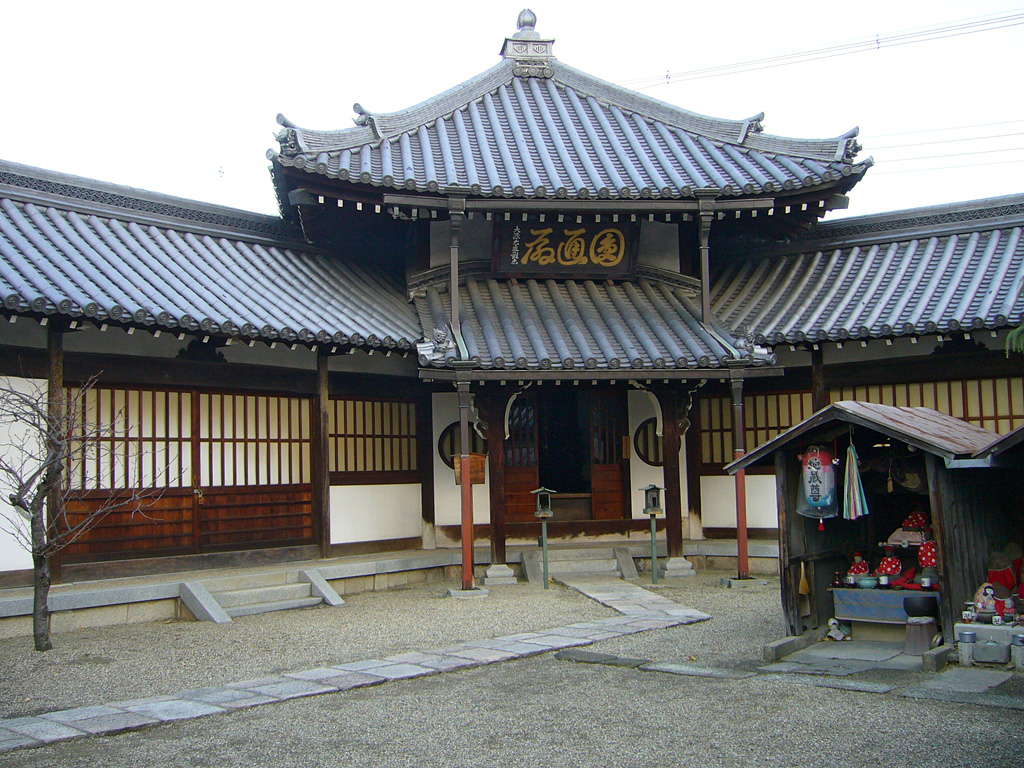
円通殿
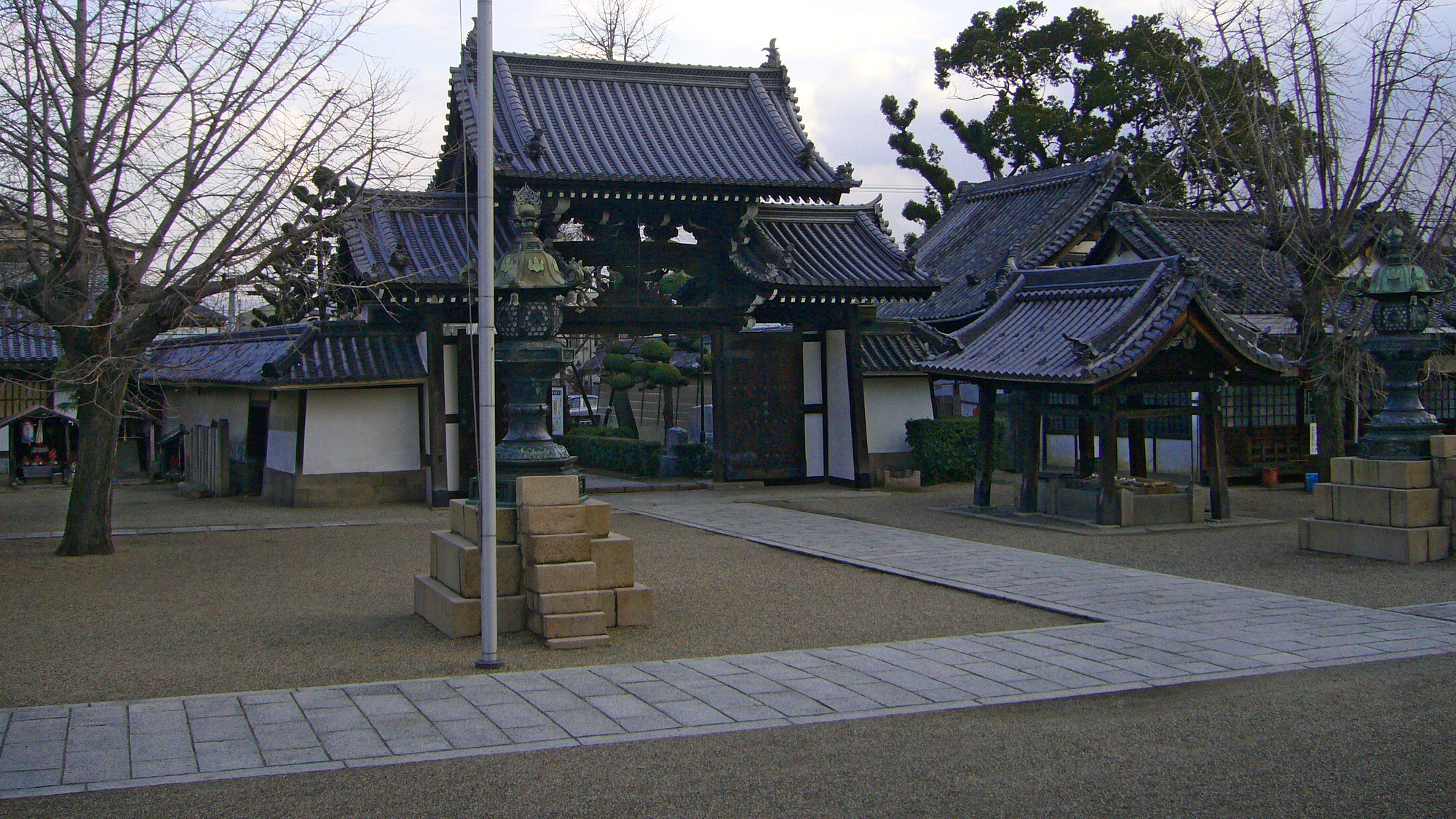
山門
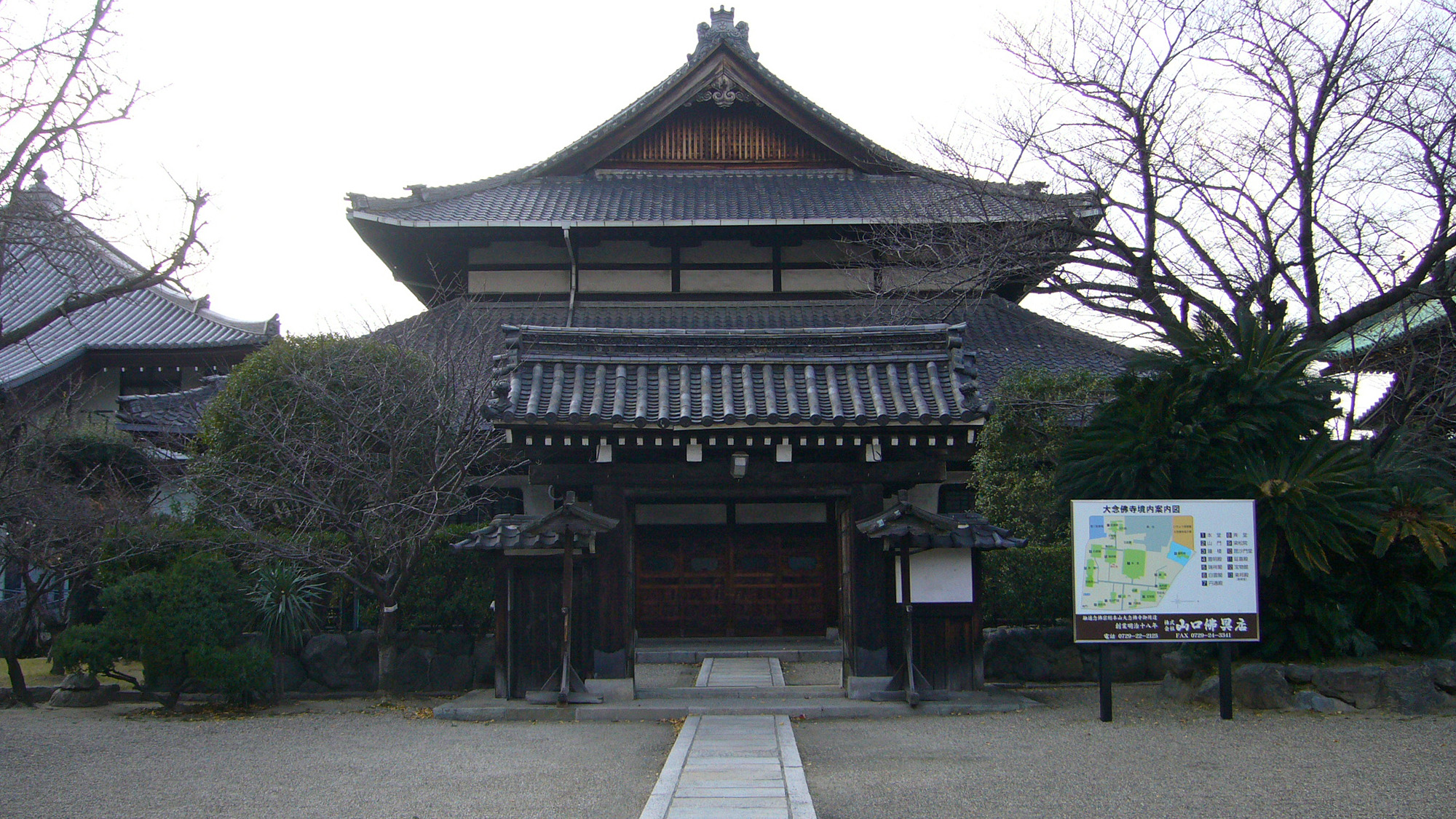
瑞祥閣
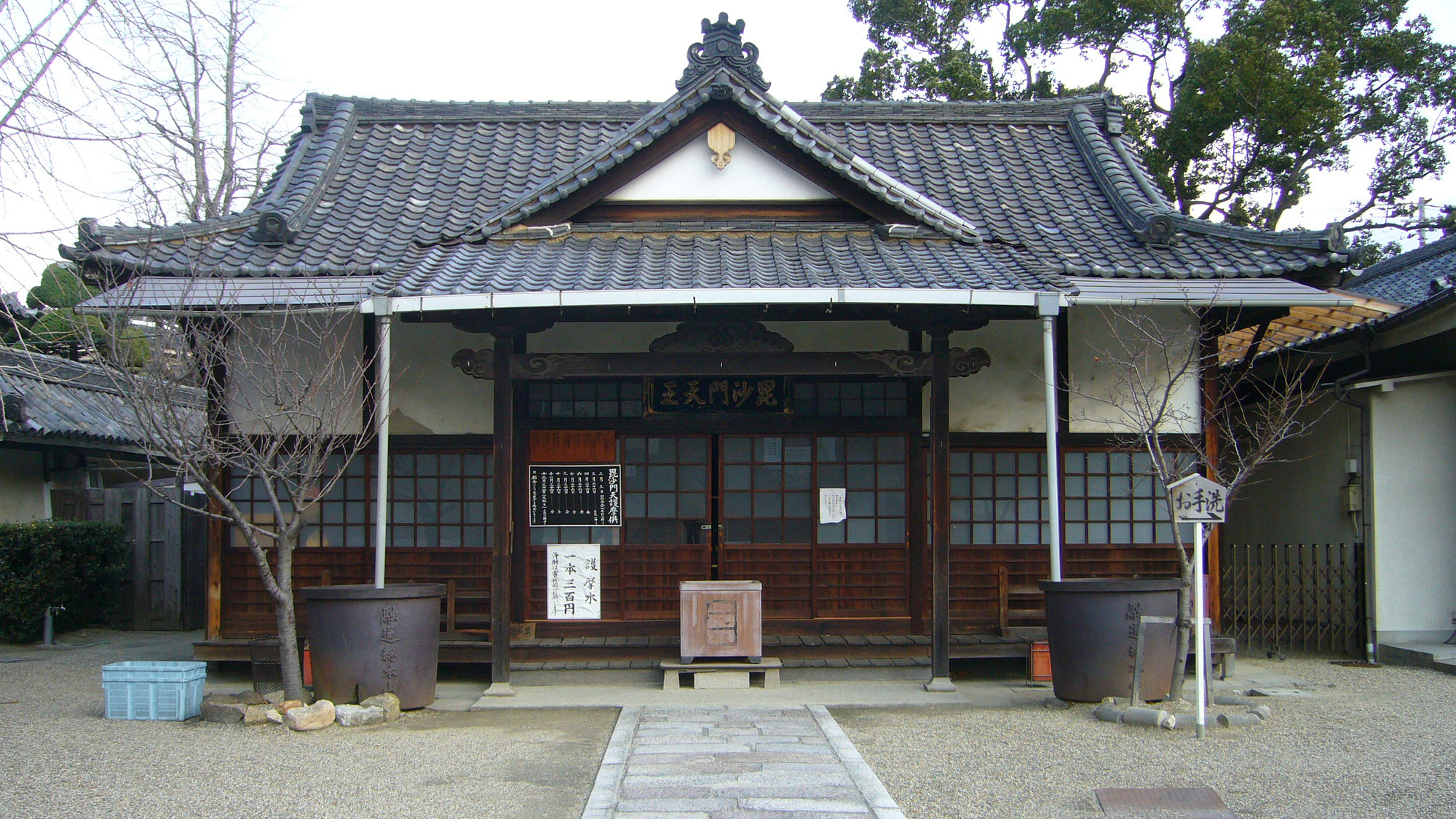
毘沙門堂
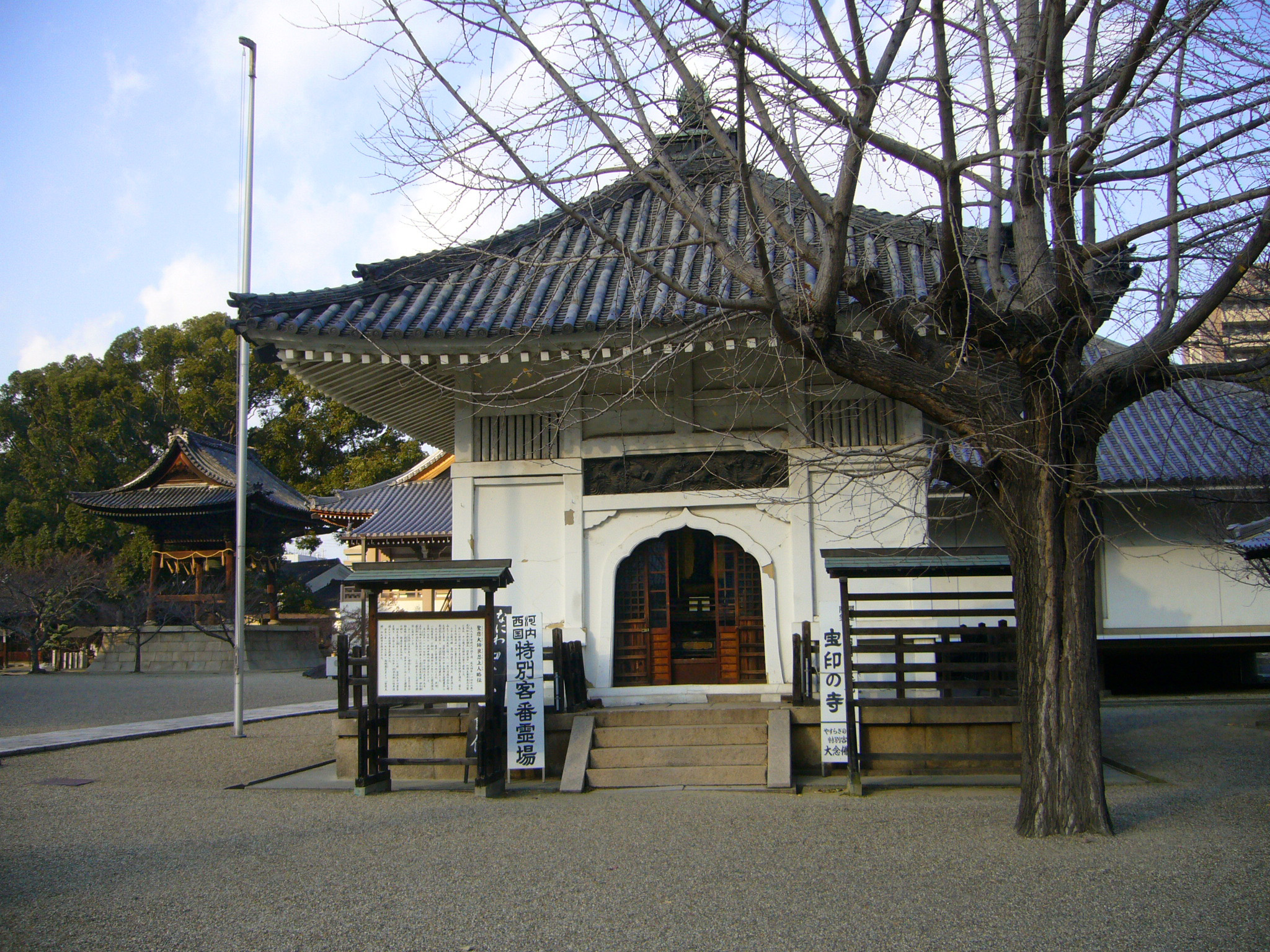
経蔵
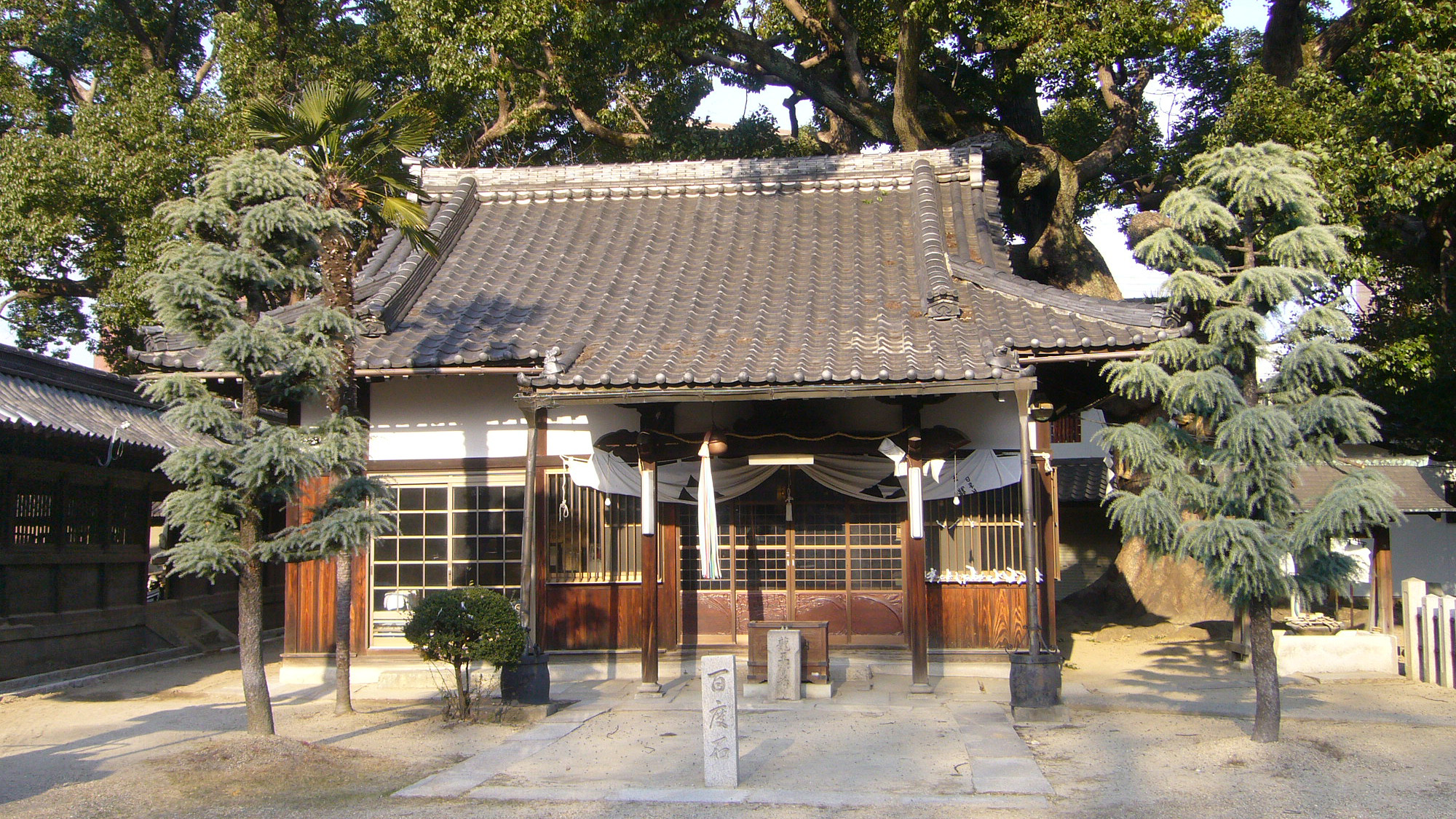
龍王殿
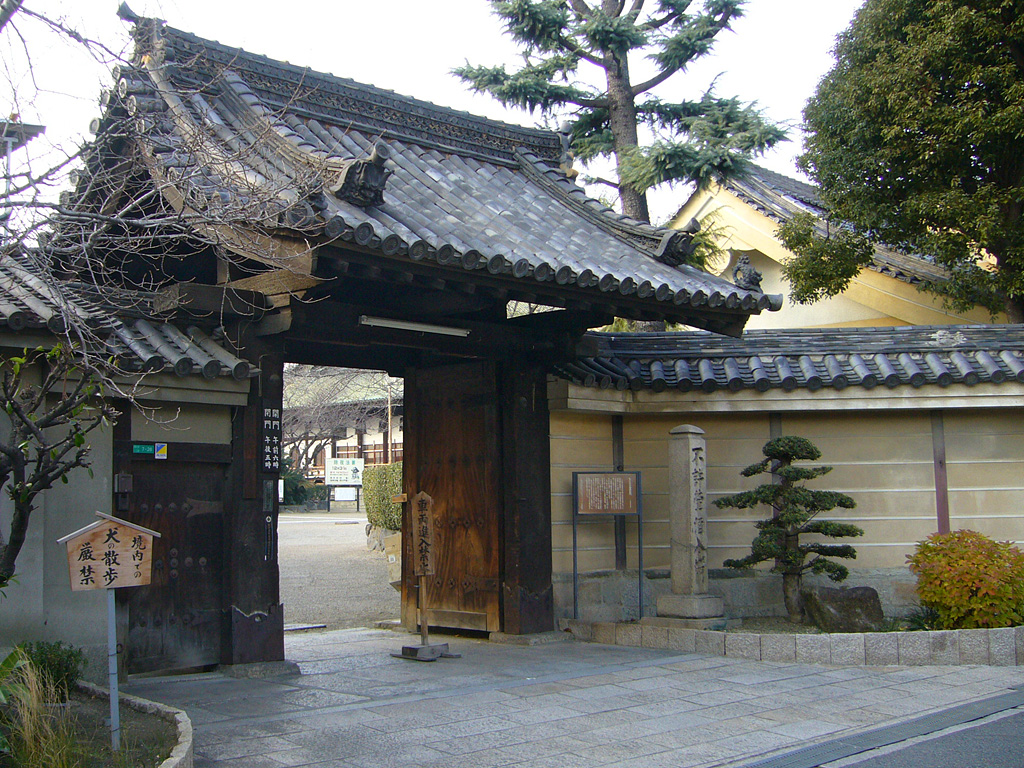
旧古河藩陣屋門
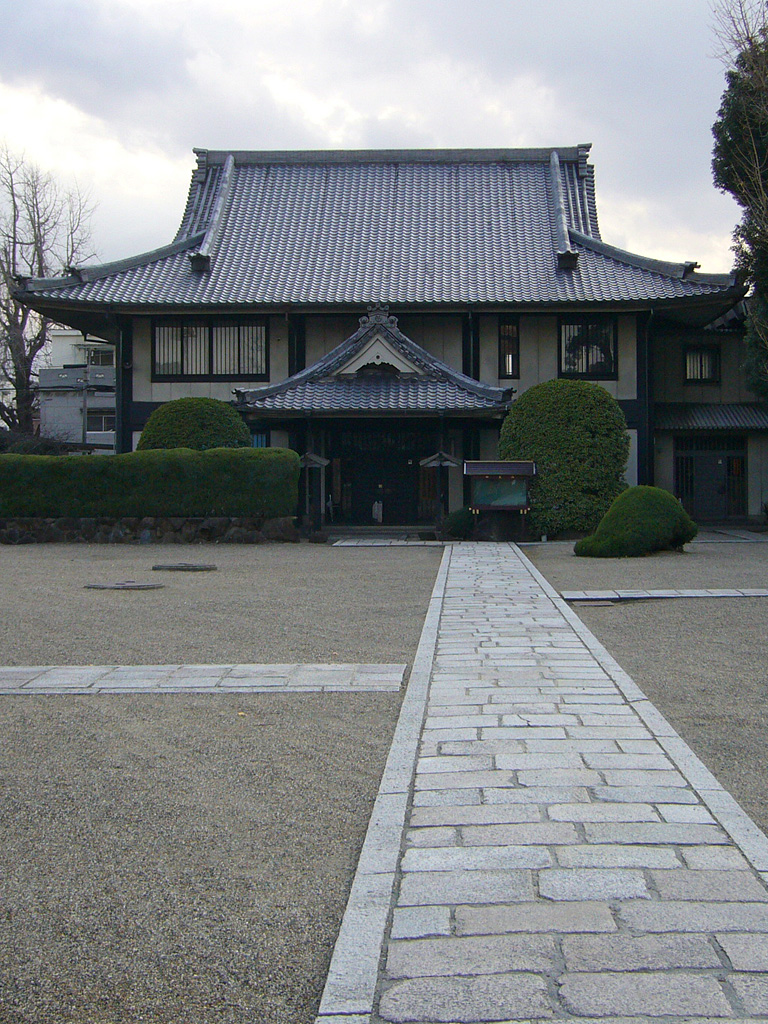
宗務所

## 文化財

### 国宝
- 毛詩鄭箋残巻 1巻

### 重要文化財
- 明徳版本融通念仏縁起 2巻
- 浄土論 1巻
- 後小松天皇宸翰融通念仏勧進帳 1巻

### 重要美術品
- 後水尾天皇宸翰古歌御懐紙（延宝八年 尊証親王裱背記）
- 後水尾天皇宸翰古歌御懐紙
- 後奈良天皇宸翰後柏原天皇御製御抜書
- 後西天皇宸翰 紺紙金字 法華経提婆品 紺紙金銀字 正法華経（中尊寺経 巻第1、2、元永2年校了奥書）
- 紺紙金銀字 中陰経 上･下（中尊寺経）
- 紺紙金銀字 中本起経 上･下（中尊寺経）
- 紺紙金字 金光明経巻第八､般若心経 足利直義筆（暦応三年奉納奥書）
- 紺紙金字 般若心経 貞享二年 幸仁親王奥書
- 紺紙金字 般若心経 元禄十年 幸仁親王奥書
- 紺紙金字 般若心経 御水尾天皇追福 近衛家煕奥書

### 大阪市指定有形文化財
- 山門 附：扁額、棟札
- 本堂
- 経蔵
- 南門
- 木造釈迦如来及十六羅漢立像 17軀 附：24点（台座17基、光背6面、塔婆1基） - 毘沙門堂安置。釈迦如来立像は像高125.7センチメートルで黄檗様の影響を顕著に示している。耳飾りを付けて払子と鉢を持物としている。左右にある十六羅漢像の像高は各像ともに97センチメートルである。銘記から弘化2年（1845年）に融通念仏勧進行者の楽山が発願し、近世後期有数の大坂仏師・今来太右衛門が制作したものであることが分かる。

### 大阪市指定有形民俗文化財
- 迎講阿弥陀如来像
- 木造四天王立像・楽山五万人勧進回向地蔵菩薩像

### 大阪市指定無形民俗文化財
- 二十五菩薩聖聚来迎阿弥陀経万部法要（万部おねり）

### 大阪市指定保存樹
- 楠

## 行事
融通念仏宗の寺院・壇信徒の自宅などに、本尊（十一尊天得如来（掛け軸））を奉持して先祖供養を行い、家内安全・身体堅固の祈祷をする本尊（如来）御回在が行われる。
毎年5月1日 - 5日に行われる「万部おねり」は大阪市指定無形民俗文化財に指定されている。
25人の菩薩が娑婆（外側）から極楽浄土（本堂）に練り歩き、絢爛豪華な来迎の世界を体現している。
- 1月1日 - 修正会
- 1月16日 -  百万遍会（大数珠繰り・御札授与）
- 2月節分 - 毘沙門天護摩供・大般若転読法会・寒行
- 2月26日 - 3月5日：元祖聖応大師御忌法要・納骨諸霊追善法要
- 3月2日 - 河内御回在ご出光
- 3月5日 - 興大通上人御忌法要・納骨諸霊追善法要
- 3月21日 - 春季彼岸会
- 3月31日 - 写経奉納供養・筆供養
- 5月1日 - 5日：万部法要
- 5月16日 - 百万遍会（大数珠繰り・御札授与）
- 5月29日 - 河内御回在ご帰院
- 7月7日 - 中祖法明上人御忌法要
- 8月15日 - 盂蘭盆会・法界大施餓鬼
- 8月16日 - 万灯会
- 9月9日 - 大和御回在ご出光（山中入りの年は3日）
- 9月16日 - 百万遍会（大数珠繰り・御札授与）
- 9月23日 - 秋季彼岸会
- 11月3日 - 胎内仏納骨法要
- 11月14日 - 十夜会（甘酒・厄除け粥施与）
- 12月17日 - 大和御回在ご帰院
- 12月31日 - 除夜法要（除夜の鐘つき・升酒施与）
- 毎月26日 - 定例布教（日曜のときは、27日）護摩供
- 毎月26日 - 護摩供

## 前後の札所
河内西国霊場
特別客番 慈眼寺 - 特別客番 大念仏寺 - 特別客番 葛井寺
おおさか十三仏霊場
9 国分寺 - 10 大念仏寺 - 11 報恩院
なにわ七幸めぐり（諸芸上達）
神仏霊場巡拝の道
45 今宮戎神社 - 46 大念仏寺 - 47 法楽寺

## 周辺情報
- 杭全神社
- 全興寺
- 満願寺
- 如願寺
- 長寶寺

## アクセス
所在地
大阪府大阪市平野区平野上町1丁目7-26
鉄道
- 平野駅 (JR西日本)より徒歩5分
- 平野駅 (Osaka Metro)より徒歩8分

バス
- 大阪シティバス「JR平野駅筋」停留所
- 近鉄バス「平野元町六丁目」停留所